# Апаліков Микола Сергійович
Микола Сергійович Апаліков  (рос. Николай Сергеевич Апаликов; нар. 26 серпня 1982) — російський волейболіст, олімпійський чемпіон.
У російському півфіналі Кубка ЄКВ 2015/16 «Газпром-Югра» (Сургут) перемогла московське «Динамо»: гостевий матч сургутці програли 0—3, а вдома виграли чотири партії поспіль, включаючи «золотий сет». У фіналі в гостьовому матчі з «Берлін Рециклінг Воллейс» клуб поступився 2—3. У домашньому матчі 4000 вболівальників підтримували своїх улюбленців у Сургуті, але команда вийшла на матч без чотирьох гравців стартового складу — Костянтина Бакуна, Алекси Брджовича, Миколи Апалікова та ліберо Олексія Кабешева, що спричинило поразку 0—3.
За офіційною версією, яку озвучив тренер клубу Рафаель Хабібуллін, клуб через щільний графік вирішив поберегти гравців (наступною грою першости Росії була зустріч із «Новою» з Новокуйбишевська). За неофіційною версією волейболістів зняли з гри через побоювання допінг-контролю, який проводили після фіналу і який міг виявити сліди мельдонію у крові спортсменів. За підсумком вийшов обмін другого за значимістю європейського Кубка на відсутність допінгового скандалу.

## Виступи на Олімпіадах
| Олімпіада   | Дисципліна | Місце |
| ----------- | ---------- | ----- |
| Лондон 2012 | волейбол   | 1     |